# Anticlimax athleenae
Anticlimax athleenae är en snäckart som först beskrevs av Henry Augustus Pilsbry och McGinty 1946.  Anticlimax athleenae ingår i släktet Anticlimax och familjen Vitrinellidae. Inga underarter finns listade i Catalogue of Life.